# لاري كامبل (موسيقي)
لاري كامبل (بالإنجليزية: Larry Campbell)‏ هو موسيقي وكاتب أغاني وعازف قيثارة أمريكي، ولد في 21 فبراير 1955 في نيويورك في الولايات المتحدة.

## وصلات خارجية
- الموقع الرسمي
- لاري كامبل على موقع IMDb (الإنجليزية)
- لاري كامبل على موقع ميوزك برينز (الإنجليزية)
- لاري كامبل على موقع قاعدة بيانات برودواي على الإنترنت (الإنجليزية)
- لاري كامبل على موقع ديسكوغز (الإنجليزية)
- لاري كامبل على موقع قاعدة بيانات الفيلم (الإنجليزية)